# Maris
Maris, zeu etrusc agrar, identificat de romani în epoca arhaică cu Marte și în mitolgia greacă cu Ares, care nu avea încă atribute războinice.